# Doue de l'Eau
Pour les articles homonymes, voir Doue (homonymie).
La Doue de l'Eau ou ruisseau de Miellin est un cours d'eau de la Haute-Saône, sous-affluent du Rhône par l'Ognon et la Saône. 

## Géographie
La Doue de l'Eau naît à Miellin, dans le massif du Ballon de Servance, à 1000 mètres d'altitude. Sa source forme la Fontaine Marianne. Sa longueur totale est de 10,3 km.
Sur ses premiers kilomètres, le cours d'eau dévale rapidement les pentes du massif de la Forêt Domaniale de Saint-Antoine, il atteint le fond de vallée à la Verrerie (alt. 680 mètres). 
Il génère une succession de cascades naturelles. Sur le même site, le pont en pierre du Champey, ouvrage ancien enjambe la rivière.
Il traverse ensuite le centre du village de Miellin (580 mètres), rejoint le hameau de la Forge ,puis entre sur le territoire de Servance par le hameau de la Grève (460 mètres).
Il rejoint l'Ognon, quelques centaines de mètres en aval du Saut de l'Ognon, au hameau des Tailleuses. Une graniterie a fonctionné à cet endroit de 1835 au milieu du XXe siècle, la roue à aubes puis turbine était alimentée en partie par une retenue d'eau, le barrage de Champey, créée en amont sur la Doue.
La Doue de l'Eau ne dispose pas de station hydrométrique permanente

## Affluents
La Doue de l'Eau draine de nombreuses sources et ruisseaux, dans les plus importants nous pouvons citer :
- la Goutte du Curé
- la Goutte Radère
- le Ruisseau des Landres
- le Ruisseau du Revers aux Chiens (qui vient de Belfahy)
- le Ruisseau de l'Envers de la Grève

## Écologie
Le code de l'Environnement la classe comme réservoir biologique..

## Tourisme
- La scierie Martin-Tuaillon : roue à aubes qui actionne un haut-fer, XIXe siècle.